# La France
La France (Brasil: A França ) é um filme produzido na França e lançado em 2007, sob a direção de Serge Bozon. Protagonizado por Sylvie Testud e Pascal Greggory, o filme venceu o prêmio Jean Vigo de 2007.